# بورونية فراسيرية
بورونية فراسيرية (الاسم العلمي:Boronia fraseri) هي نوع من النباتات تتبع جنس البورونية من الفصيلة السذابية.